# Кукурудзяна кампанія
Кукурудзна компанія, кукурудзяна лихоманка — спроба масового впровадження кукурудзи в сільському господарстві СРСР у 1950-1960-х.
Спроба не враховувала кліматичних умов країни, тому була загалом провальною. Один із найяскравіших проявів хрущовського волюнтаризму. Схожою за методами проведення та результатами була організована в той же період у КНР кампанія з повсюдного виробництва сталі – «Мала металургія».

## Історія
У 1955 Перший секретар ЦК КПРС Микита Хрущов познайомився з американським фермером Росуелом Гарстом, який розповів про роль кукурудзи в сільському господарстві США та її переваги. Згодом, під час поїздки до США мав нагоду особисто познайомитися з американською культурою вирощування кукурудзи, яка за площею посівів та врожайності набагато випереджала традиційні для СРСР зернові культури. Крім того, кукурудза давала цінну промислову сировину, тому було вирішено переорієнтувати сільське господарство СРСР на цю культуру. Планувалося рахунок розширення посівів кукурудзи збільшити втричі темпи приросту великої рогатої худоби семирічку 1959—1965 років.
Для просування культури на північ і схід відправлено партійних делегатів. У 1957 студія "Союзмультфільм" випустила мультиплікаційну картину "Чудесниця", яка прославляла кукурудзу, як універсальний продукт, що росте в будь-яких кліматичних умовах і використовується у всіх сферах життєдіяльності людини.
На початку 1960-х чверть орних земель була зайнята кукурудзою, на яку розорювалися і залежні заплавні землі, що давали особливо цінне сіно. Але в результаті кампанії врожаї кукурудзи виявилися набагато нижчими за очікувані і до середини 1960-х посіви кукурудзи почали скорочуватися. Після відставки Хрущова скорочення кукурудзяних полів пішли ще прискоренішими темпами.

## У фольклорі
З'явилося багато жартів та анекдотів на тему кукурудзяної кампанії, наприклад:
|  | — Микито Сергійовичу, а мій тато каже, що ви запустили не лише супутник, а й сільське господарство. — Скажи своєму батькові, що я саджаю не лише кукурудзу. |

У 1988 гурт «Комунізм» випустив пісню «Ми Америку наздоженемо на радянській швидкості!», у межах якої поклала вірші Ст. Русакова на музику Гершона Кінгслі «Popcorn»  .
Російський поет Ігор Тальков відобразив тему кукурудзяної кампанії та її ідейного натхненника М. Хрущова у своїй пісні «Стоп! Думаю собі …».